# Републикански път III-2305
Републикански път IIІ-2305 е третокласен път, част от Републиканската пътна мрежа на България, преминаващ по територията на Разградска и Силистренска област. Дължината му е 13,3 km.
Пътят се отклонява наляво при 82,5 km на Републикански път II-23 в североизточната част на град Исперих и се насочва на север през Лудогорието. Минава през селата Яким Груево и Конево, навлиза в Силистренска област, минава през село Зебил и в центъра на село Вълкан се свързва с Републикански път III-235 при неговия 17,1 km.
| Пътища, отклоняващи се надясно (населено място, № на пътя, посока на пътя) | km   | Пътища, отклоняващи се наляво (посока на пътя, № на пътя, населено място) |
| -------------------------------------------------------------------------- | ---- | ------------------------------------------------------------------------- |
| Община Исперих, Област Разград, II-23, 82,5 km, гр. Исперих ←              | 0,0  | ← гр. Исперих, 82,5 km, II-23, Област Разград, Община Исперих             |
| с. Яким Груево                                                             | 4,6  | с. Яким Груево                                                            |
| с. Конево                                                                  | 7,6  | с. Конево                                                                 |
| Община Главиница, Област Силистра                                          | 10,1 | Област Силистра, Община Главиница                                         |
| с. Зебил                                                                   | 11   | с. Зебил                                                                  |
| (от с. Окорш) III-235, 17,1 km, с. Вълкан →                                | 13,3 | → с. Вълкан, 17,1 km, III-235 (до пристанище Малък Преславец)             |